# Litouws basketbalteam (mannen)
Het Litouws nationaal basketbalteam is een team van basketballers dat Litouwen vertegenwoordigt in internationale wedstrijden. Litouwen is een van de sterkere Europese basketballanden. Het heeft in het verleden drie keer een editie van Eurobasket gewonnen en het land heeft in totaal acht medailles behaald in de zestien deelnames aan internationale toernooien.
Voordat Litouwen deel uitmaakte van de Sovjet-Unie, participeerde het basketbalteam aan twee grote toernooien, die het allebei wist te winnen (Eurobasket 1937, Eurobasket 1939). Na het uiteenvallen van de Sovjet-Unie sloot Litouwen zich in 1992 weer aan bij de FIBA.

## Litouwen tijdens internationale toernooien

### Wereldkampioenschap
- WK basketbal 1998: 7e
- WK basketbal 2006: 7e
- WK basketbal 2010:
- WK basketbal 2014: 4e
- WK basketbal 2019: 9e

### Eurobasket

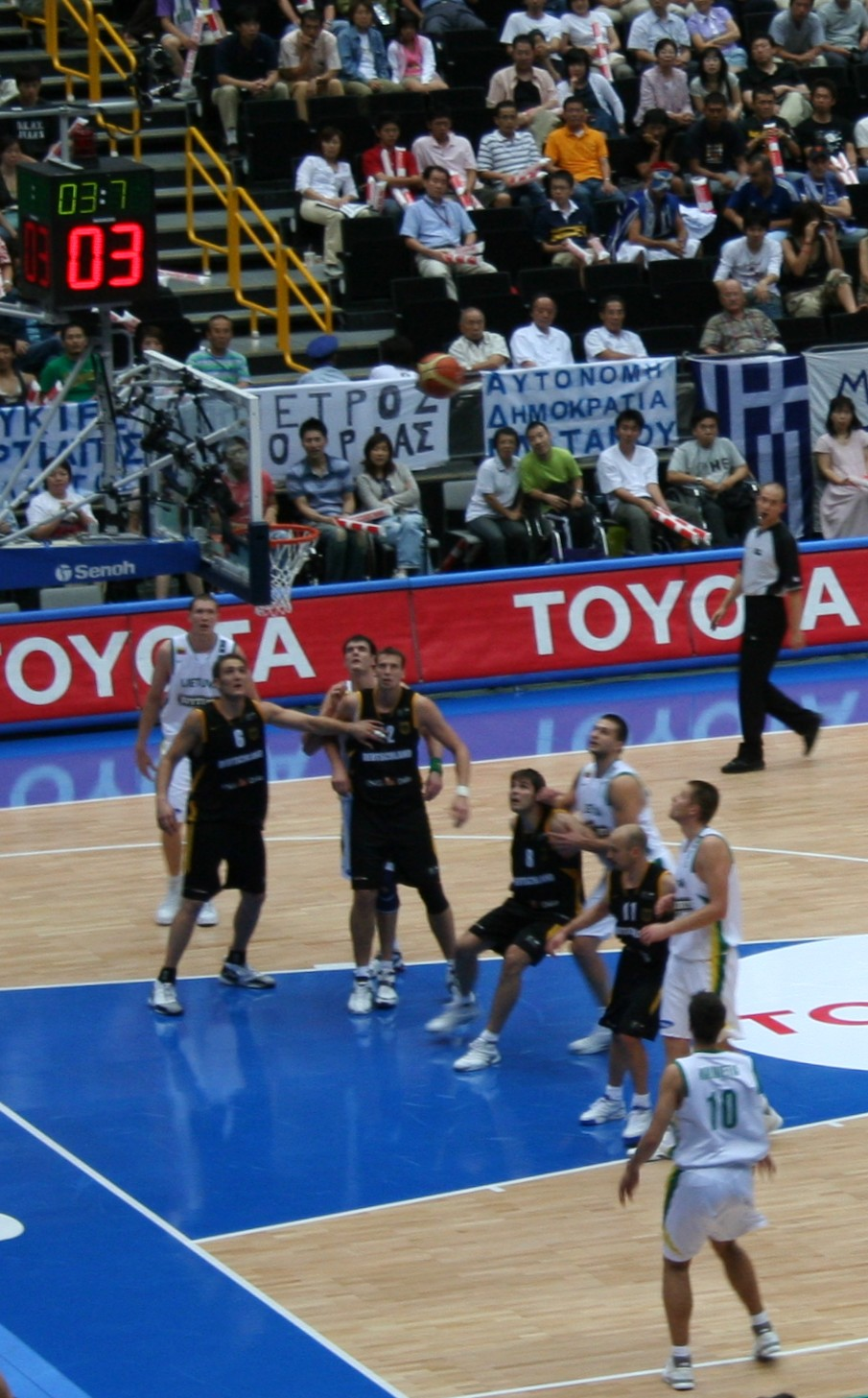
Litouwen tijdens WK 2006.

- Eurobasket 1937:
- Eurobasket 1939:
- Eurobasket 1995:
- Eurobasket 1997: 6e
- Eurobasket 1999: 5e
- Eurobasket 2001: 11e

- Eurobasket 2003:
- Eurobasket 2005: 5e
- Eurobasket 2007:
- Eurobasket 2009: 11e
- Eurobasket 2011: 5e
- Eurobasket 2013:
- Eurobasket 2015:
- Eurobasket 2017: 9e
- Eurobasket 2022: 15e

### Olympische Spelen
- Olympische Spelen 1992:
- Olympische Spelen 1996:
- Olympische Spelen 2000:
- Olympische Spelen 2004: 4e
- Olympische Spelen 2008: 4e
- Olympische Spelen 2012: 8e
- Olympische Spelen 2016: 7e